# Jambo Masi
Jambo Masi is een bestuurslaag in het regentschap Aceh Jaya van de provincie Atjeh, Indonesië. Jambo Masi telt 390 inwoners (volkstelling 2010).